# Grand Prix 2020/2021 (volleyboll, damer)
Grand Prix 2020/2021 spelades helgen 23-24 januari 2021 i Fyrishov, Uppsala. Det var den 24:e upplagan av Grand Prix och Hylte/Halmstad VBK vann genom att i finalen besegra Engelholms VS med 3-1 i set. Det var Hylte/Halmstads första förlorade set under säsongen. Det var också klubbens första vunna Grand Prix på damsidan. Hylte/Halmstad vann sin semifinal över Örebro Volley med 3-0, medan Engelholms VS vann sin semifinal över Sollentuna VK med 3-0. Turneringen spelades (p.g.a. COVID-19-pandemin) utan åskådare. Av samma orsak spelades ingen bronsmatch.
Ellen Amaral (Hylte/Halmstad) var mest framgångsrika spiker (både per set och total), Evelina Eriksson (Hylte/Halmstad)  mest framgångsrika servare, Elsa Arrestad (Örebro Volley) var mest framgångsrika blockare per set och Julia Nilsson (Engelholms VS) mest framgångsrika blockare totalt.